# هنري هو (سياسي)
هنري هو (بالصينية: 胡鴻烈) هو محام بالقضاء العالي وقاضي صلح ‏ وسياسي صيني، ولد في 20 يناير 1920 بشاوكسينج في الصين.